# Михайлович, Синиша
Си́ниша Миха́йлович (сербохорв. Siniša Mihajlović / Синиша Михајловић; 20 февраля 1969, Вуковар — 16 декабря 2022, Рим) — югославский и сербский футболист, игравший на позициях полузащитника и защитника. После завершения игровой карьеры работал тренером ряда клубов Италии, а также сборной Сербии. Известен как мастер исполнения штрафных ударов. Вместе с Андреа Пирло является рекордсменом Серии A по числу голов, забитых со штрафных (28 мячей).

## Игровая карьера

### Клубная карьера
Михайлович родился в Вуковаре и вырос в его районе Борово, где начал играть в футбол в команде второго дивизиона «Борово», открыв счёт своим голам уже в первом матче. В 19 лет Синиша оказался в клубе «Войводина», с которой в первом же сезоне стал чемпионом Югославии и постепенно дорос до игрока стартового состава. В январе 1991 он перешёл в «Црвену Звезду», которая в то время была лидером югославского футбола и представляла грозную силу на международной арене. В этой команде Михайлович выступал на позиции центрального полузащитника, а главным его достоинством был мощный удар, благодаря которому он регулярно забивал голы как с игры, так и со стандартов. В первые же месяцы пребывания в команде Михайлович помог ей выиграть Кубок европейских чемпионов. В полуфинале турнира Синиша со штрафного забил важнейший гол в ворота «Баварии», а в финальном матче с «Марселем» реализовал свой удар в серии пенальти.
Отыграв за «красно-белых» ещё один сезон, Михайлович принял решение перебраться в Серию A, получив предложение от «Ювентуса» и «Ромы». В результате он сделал выбор в пользу римлян, поскольку их тренировал его соотечественник Вуядин Бошков. Однако период выступления за «волков» стал неудачным для Михайловича: команда не могла бороться за высокие места в турнирной таблице (за два сезона, проведённые Михайловичем в клубе, «Рома» не финишировала даже в зоне Кубка УЕФА), а сам футболист из-за лимита на легионеров не всегда попадал в стартовый состав, проигрывая конкуренцию Алдаиру, Томасу Хесслеру и Клаудио Канидже. Кроме того, зачастую ему приходилось играть на непривычных для себя позициях, в частности ему приходилось играть левым полузащитником из-за того, что на его привычную позицию левого защитника претендовал Амедео Карбони. Позднее Михайлович признался, что его выступление за «Рому» было самым худшим за всю игровую карьеру.
Не пожелав мириться с таким положением дел, Синиша в 1994 году перешёл в «Сампдорию». В этой команде он окончательно переквалифицировался в центрального защитника (ранее на этой позиции он играл лишь эпизодически) и имел постоянную игровую практику, однако пределом той команды была борьба за путёвку в Кубок УЕФА.
Летом 1998 года Михайлович стал футболистом «Лацио», который в тот момент переживал лучший период в своей истории и мог бороться за самые высокие места. В первом сезоне в составе «бело-голубых» Синиша стал игроком стартового состава, составив пару центральных защитников с Алессандро Нестой. Оборона «Лацио» стала лучшей в том чемпионате, команда пропустила лишь 31 гол, но уступила чемпионский титул «Милану». Через год команда всё-таки сумела стать чемпионом, но начиная с лета 1999 года Михайлович был вынужден конкурировать за место в составе с португальцем Фернанду Коуту, играя с ним попеременно. Выполняя оборонительные функции, югослав продолжал регулярно исполнять штрафные и пользоваться своим ударом, так, 13 декабря 1998 года он стал автором уникального достижения, забив в матче с «Сампдорией» три гола прямыми ударами со штрафных ударов. В составе «Лацио» Михайлович выиграл все внутренние трофеи, а также Кубок обладателей кубков и Суперкубок УЕФА.
В 2004 году 35-летний Синиша на правах свободного агента перешёл в «Интернационале», куда был приглашён своим другом Роберто Манчини (который к тому времени занял пост главного тренера команды). В «нерадзурри» Михайлович являлся игроком ротации и отыграл два сезона, после чего принял решение завершить карьеру. Свой последний гол в Серии А он забил 9 апреля 2006 года в ворота «Асколи» со штрафного.

### Карьера в сборной
Отец Михайловича Богдан — серб, мать Виктория — хорватка, поэтому после распада Югославии он мог выступать либо за сборную Хорватии, либо за сборную Союзной Республики Югославия (ныне Сербия). Он предпочёл последнюю, поскольку всегда считал себя больше сербом, чем хорватом из-за войны и религии. Михайлович входил в югославскую команду, которая стала финалистом в 1990 году молодёжного чемпионата Европы, однако из-за войны и распада страны не смогла показать себя на более высоком уровне.
В составе сборной Михайлович сыграл на чемпионате мира 1998 года (где отметился голом в ворота сборной Ирана) и на Евро-2000, однако оба турнира сборная покидала на первой стадии плей-офф. Всего Синиша сыграл 63 матча и забил 9 голов за сборную Югославии. В 2003 году он завершил международную карьеру.

## Тренерская карьера
Михайлович завершил карьеру игрока в конце сезона 2005/06, но остался в футболе, приняв предложение Роберто Манчини стать его помощником в «Интере», но 29 мая 2008 года вместе с Манчини он ушёл из «Интера».
В начале ноября 2008 года Михайлович был назначен главным тренером «Болоньи», начав самостоятельную тренерскую карьеру. 14 апреля 2009 года он был уволен после домашнего поражения от «Сиены» (1:4), его пост занял Джузеппе Пападопуло.
8 декабря 2009 года Михайлович возглавил «Катанию». 25 мая 2010 года Михайлович подал в отставку, обосновав её желанием профессионального роста в более амбициозных клубах.
2 июня 2010 года Михайлович возглавил «Фиорентину». В июне 2011 года «Интер» предложил Михайловичу возглавить тренерский штаб, однако серб отказался. 7 ноября 2011 года спортивный директор «Фиорентины» Панталео Корвино, ввиду неудовлетворительных результатов команды, предложил Михайловичу добровольно подать в отставку, на что тот ответил отказом, и в результате был уволен.
21 мая 2012 года был назначен на пост главного тренера сборной Сербии. Контракт был подписан на 2 года. Под его руководством сербы не смогли квалифицироваться на чемпионат мира 2014 года, заняв третье место в отборочной группе и пропустив вперёд команды Бельгии и Хорватии.
20 ноября 2013 года Михайлович покинул сборную Сербии и возглавил «Сампдорию» до конца сезона с опцией продления ещё на один год. Под руководством Михайловича «Сампдория» смогла квалифицироваться в Лигу Европы. По окончании сезона 2014/15 Михайлович решил покинуть команду, что и произошло 1 июня 2015 года.
16 июня 2015 года Михайлович был назначен главным тренером «Милана» сроком на 2 года. 12 апреля 2016 года был уволен за шесть туров до конца чемпионата: клуб занимал шестое место в турнирной таблице и отставал от зоны Лиги чемпионов на девять очков.
25 мая 2016 года был назначен главным тренером «Торино» сроком на два года. 4 января 2018 года был уволен через день после четвертьфинального матча Кубка Италии 2017/18 «Ювентус» — «Торино» (2:0).
18 июня 2018 года Михайлович стал главным тренером лиссабонского «Спортинга». 26 июня того же года был уволен.
28 января 2019 года возглавил «Болонью». Клуб объявил о подписании контракта до конца сезона 2018/19 с возможностью продления ещё на сезон. 8 июня 2019 года продлил контракт с «Болоньей» до 30 июня 2022 года. 6 сентября 2022 года был отправлен в отставку с поста главного тренера «Болоньи».

## Семья
Был женат на бывшей итальянской телеведущей Арианне Рапаччони (итал. Arianna Rapaccioni), пара воспитала пятерых детей (трёх сыновей и двух дочерей). В октябре 2021 года Михайлович стал дедушкой, когда его дочь Вирджиния родила дочь от футболиста «Дженоа» Алессандро Вольякко.

## Болезнь и смерть
13 июля 2019 года Михайлович объявил, что болен лейкемией. Перенес три курса химиотерапии и трансплантацию костного мозга. В марте 2022 года лёг в больницу для избежания рецидива. 16 декабря 2022 года скончался после длительной борьбы с болезнью.

## Достижения

### Командные
«Войводина»
- Чемпион Югославии: 1988/89

«Црвена Звезда»
- Чемпион Югославии: 1990/91, 1991/92
- Обладатель Кубка европейских чемпионов: 1991
- Обладатель Межконтинентального кубка: 1991

«Лацио»
- Чемпион Италии: 1999/00
- Обладатель Кубка Италии: 2000, 2004
- Обладатель Суперкубка Италии: 1998, 2000
- Обладатель Суперкубка УЕФА: 1999
- Обладатель Кубка обладателей кубков: 1999

«Интернационале»
- Чемпион Италии: 2005/06
- Обладатель Суперкубка Италии: 2005
- Обладатель Кубка Италии: 2005, 2006

### Личные
- Футболист года в Сербии: 1999
- Входит в состав символической сборной сезона по версии ESM: 1998/99, 1999/00
- Введён в Зал славы итальянского футбола: 2022[33]

### Государственные награды
- Почётный гражданин Болоньи (27 июля 2020)[34]
- Орден Флага Республики Сербской с золотым венком (8 января 2023, посмертно; награду приняла мать, Виктория Михайлович)[35]
- Орден Звезды Карагеоргия I степени (15 февраля 2023, посмертно; награду принял его сын)[36][37]

## Статистика

### Игровая статистика (Серия А)
| Выступление      | Выступление      | Выступление      | Лига | Лига | Кубок | Кубок | Суперкубок | Суперкубок | Еврокубки | Еврокубки | Итого | Итого |
| Клуб             | Лига             | Сезон            | Игры | Голы | Игры  | Голы  | Игры       | Голы       | Игры      | Голы      | Игры  | Голы  |
| ---------------- | ---------------- | ---------------- | ---- | ---- | ----- | ----- | ---------- | ---------- | --------- | --------- | ----- | ----- |
| Рома             | Серия A          | 1992/1993        | 29   | 1    | 7     | 5     | 0          | 0          | 5         | 1         | 41    | 7     |
| Рома             | Серия A          | 1993/1994        | 25   | 0    | 3     | 0     | 0          | 0          | 0         | 0         | 28    | 0     |
| Рома             | Итого            | Итого            | 54   | 1    | 10    | 5     | 0          | 0          | 5         | 1         | 69    | 7     |
| Сампдория        | Серия А          | 1994/1995        | 25   | 3    | 2     | 0     | 1          | 1          | 6         | 1         | 34    | 5     |
| Сампдория        | Серия А          | 1995/1996        | 30   | 4    | 2     | 0     | 0          | 0          | 0         | 0         | 32    | 4     |
| Сампдория        | Серия А          | 1996/1997        | 28   | 2    | 1     | 0     | 0          | 0          | 0         | 0         | 29    | 2     |
| Сампдория        | Серия А          | 1997/1998        | 27   | 3    | 4     | 1     | 0          | 0          | 2         | 0         | 33    | 4     |
| Сампдория        | Итого            | Итого            | 110  | 12   | 9     | 1     | 1          | 1          | 8         | 1         | 128   | 15    |
| Лацио            | Серия А          | 1998/1999        | 30   | 8    | 4     | 1     | 1          | 0          | 9         | 0         | 44    | 9     |
| Лацио            | Серия А          | 1999/2000        | 26   | 6    | 7     | 4     | 0          | 0          | 13        | 3         | 46    | 13    |
| Лацио            | Серия А          | 2000/2001        | 18   | 4    | 2     | 1     | 1          | 1          | 8         | 2         | 29    | 8     |
| Лацио            | Серия А          | 2001/2002        | 6    | 0    | 2     | 0     | 0          | 0          | 2         | 0         | 10    | 0     |
| Лацио            | Серия А          | 2002/2003        | 21   | 1    | 1     | 0     | 0          | 0          | 6         | 0         | 28    | 1     |
| Лацио            | Серия А          | 2003/2004        | 25   | 1    | 6     | 0     | 0          | 0          | 5         | 1         | 36    | 2     |
| Лацио            | Итого            | Итого            | 126  | 20   | 22    | 6     | 2          | 1          | 43        | 6         | 193   | 33    |
| Интернационале   | Серия А          | 2004/2005        | 20   | 4    | 6     | 1     | 0          | 0          | 4         | 0         | 30    | 5     |
| Интернационале   | Серия А          | 2005/2006        | 5    | 1    | 5     | 0     | 0          | 0          | 3         | 0         | 13    | 1     |
| Интернационале   | Итого            | Итого            | 25   | 5    | 11    | 1     | 0          | 0          | 7         | 0         | 43    | 6     |
| Всего за карьеру | Всего за карьеру | Всего за карьеру | 315  | 38   | 52    | 13    | 3          | 2          | 63        | 8         | 433   | 61    |

### Тренерская статистика
| Команда        | Страна          | Начало работы  | Окончание работы | Результаты | Результаты | Результаты | Результаты | Результаты |
| Команда        | Страна          | Начало работы  | Окончание работы | И          | В          | Н          | П          | П %        |
| -------------- | --------------- | -------------- | ---------------- | ---------- | ---------- | ---------- | ---------- | ---------- |
| Болонья        | Флаг Италии     | 6 ноября 2008  | 14 апреля 2009   | 22         | 4          | 8          | 10         | 18.18      |
| Катания        | Флаг Италии     | 8 декабря 2009 | 25 мая 2010      | 25         | 10         | 9          | 6          | 40.00      |
| Фиорентина     | Флаг Италии     | 2 июня 2010    | 7 ноября 2011    | 52         | 18         | 18         | 16         | 34.62      |
| Сборная Сербии | Флаг Сербии     | 21 мая 2012    | 20 ноября 2013   | 19         | 7          | 4          | 8          | 36.84      |
| Сампдория      | Флаг Италии     | 21 ноября 2013 | 1 июня 2015      | 68         | 26         | 23         | 19         | 38.24      |
| Милан          | Флаг Италии     | 16 июня 2015   | 12 апреля 2016   | 38         | 19         | 10         | 9          | 50.00      |
| Торино         | Флаг Италии     | 25 мая 2016    | 4 января 2018    | 64         | 23         | 24         | 17         | 35.94      |
| Спортинг       | Флаг Португалии | 18 июня 2018   | 27 июня 2018     | 0          | 0          | 0          | 0          | 00.00      |
| Болонья        | Флаг Италии     | 28 января 2019 | 6 сентября 2022  | 117        | 39         | 29         | 49         | 33.33      |
| Всего          | Всего           | Всего          | Всего            | 405        | 146        | 125        | 134        | 36.05      |